# Cryptographis fuscicaudalis
Cryptographis fuscicaudalis là một loài bướm đêm trong họ Crambidae.